# Didi Chuxing
Didi Chuxing (Cinese: 滴滴出行, pronunciato [tɨ́tɨ́ ʈʂʰúɕɪ̌ŋ]), ex Didi Kuaidi (Cinese: 滴滴快的), è un'impresa di rete di trasporti cinese con sede a Pechino. Fornisce veicoli e taxi da chiamare in Cina con applicazioni via telefono cellulare.

## Storia
Nata dalla fusione di Didi Dache e Kuaidi Dache (supportate rispettivamente da Tencent e Alibaba) a dicembre 2017 viene valutata per 50 miliardi di dollari statunitensi.
Il 12 maggio 2016 Apple ha investito 1 miliardo di dollari nella società.
A maggio 2015, Didi Chuxing ha 1,35 milioni di guidatori che operano in 360 città cinesi, con 4 milioni di chiamate quotidiane.
Da ottobre 2015 ha lanciato il servizio Didi Bus a Pechino e Shenzen come un servizio di prova su WeChat, fornendo 1500 passaggi quotidiani e servendo 500.000 passeggeri.